# Caenis diminuta
Caenis diminuta är en dagsländeart som beskrevs av Walker 1853. Caenis diminuta ingår i släktet Caenis och familjen slamdagsländor. Inga underarter finns listade i Catalogue of Life.